# Basilio Catanoso
Basilio Catanoso, all'anagrafe Francesco Catanoso Genoese  (Catania, 3 dicembre 1963), è un politico italiano.

## Biografia
Residente ad Acireale, dopo la maturità classica ha lavorato come imprenditore agricolo.
Nel 1994 è stato eletto consigliere della provincia di Catania per il Movimento Sociale Italiano ed un anno dopo è entrato nella direzione nazionale di Alleanza Nazionale. Dal luglio 1996 al 2001 è stato presidente di Azione Giovani, il movimento giovanile di AN.
Nel giugno 1996 è stato eletto deputato all'Assemblea Regionale Siciliana nel collegio provinciale di Catania, fino al 2001.
Nel 2001 è stato eletto alla Camera nel collegio 10 della circoscrizione XXV (Sicilia 2): il fatto assunse rilevanza nazionale perché a contendergli il seggio fu il produttore cinematografico Vittorio Cecchi Gori. Anche se il partito collegato alla sua candidatura fu la lista civetta Abolizione Scorporo, Catanoso ha sempre fatto parte del gruppo parlamentare di AN. Nella XIV legislatura ha fatto parte della XIII commissione (Agricoltura).
Nel 2001 fu indagato nell'ambito di un'inchiesta per voto di scambio e si autosospese dalla Commissione parlamentare Antimafia. Nel 2003 fu prosciolto dalle accuse.
Alle elezioni politiche del 2006 ha confermato il suo seggio alla Camera dei deputati, nella lista di AN per il collegio Sicilia orientale. Il 25 marzo 2007 è stato eletto presidente provinciale di Alleanza Nazionale per la provincia di Catania.
Viene rieletto alla Camera alle elezioni politiche del 2008 e del 2013 nella lista del Popolo della Libertà. Anche nella XVI legislatura ha fatto parte della XIII Commissione permanente "Agricoltura".
Il 16 novembre 2013, con la sospensione delle attività del Popolo della Libertà, aderisce a Forza Italia.
Alle elezioni politiche del 2018 viene candidato nel collegio uninominale di Acireale per la Camera ma viene sconfitto dall'esponente del Movimento 5 Stelle Giulia Grillo (69.000 voti contro 52.750).
Il 17 aprile 2019, dopo aver comunicato a marzo che non vi erano le condizioni per una sua candidatura alle elezioni europee del 26 maggio si dimette da vice coordinatore regionale, in contrasto con la linea del partito. L'11 luglio 2019 aderisce a Fratelli d'Italia.